# Association sportive Fortior
Maillots
L'Association sportive Fortior est un club de football malgache, basé à Toamasina.

## Palmarès
- Championnat de Madagascar : 4
  - Vainqueur : 1962, 1963, 1999, 2000[1]

- Coupe de Madagascar : 1
  - Vainqueur : 2002

## Performances en compétitions de la CAF
- Ligue des champions de la CAF : 2 participations

2000 - Tour préliminaire
2001 - Tour préliminaire
- Coupe d'Afrique des vainqueurs de coupe de football : 1 participation

2003 - Tour préliminaire